# Политическая структура Португалии
Португалия — парламентско-президентская республика (республика была провозглашена в результате революции 5 октября 1910 года).

## Органы власти
Президент Португалии избирается всеобщим голосованием на 5 лет. В январе 2016 году президентом избран Марселу Ребелу де Соуза (представитель Социал-демократической партии). Теоретически он имеет довольно широкие полномочия, вплоть до роспуска парламента, но ныне его функции сводятся к представительским. За столетнюю историю Португальской республики на посту президента встречались как диктаторы (Кармона), так и марионеточные правители, зависевшие от фашистского диктатора Салазара, занимавшего должность премьер-министра.
Правительство возглавляет премьер-министр, который, как правило — но не всегда — является лидером победившей на парламентских выборах партии. Премьер-министр формирует состав своего кабинета. Премьер-министр с 2015 — Антониу Кошта (Социалистическая партия).
Парламент (Ассамблея Республики) избирается по партийным спискам на 4 года. В состав парламента входят 230 депутатов. Последние парламентские выборы состоялись 4 октября 2015 года. Наибольшее количество голосов получили партии правоцентристской коалиции, однако по ряду причин левоцентристская Соцпартия сформировала правительство меньшинства.

## История становления
Современная политическая система Португалии является следствием «Революции гвоздик» — антифашистского переворота младшего и среднего офицерства (Движение вооружённых сил) 25 апреля 1974 года, переросшего в демократическую революцию с активным участием леворадикальных сил. «Революция гвоздик» свергла преемника Салазара Марселу Каэтану, открыла дорогу для предоставления независимости колониям Португалии (Ангола, Мозамбик, Восточный Тимор, Сан-Томе и Принсипи) и покончила с корпоратистским режимом «Нового государства».
На смену ему пришла новая Конституция Португалии 25 апреля 1976 года, провозгласившая Португалию не только демократической, но и социалистической, республикой и ставившая целью достижение бесклассового общества. Впоследствии положения конституции неоднократно пересматривались (в том числе и по требованию Европейского союза, членом которого Португалия является с 1 января 1986 года). Изменения в конституцию вносились в 1982, 1989, 1992, 1997, 2001 и 2004 годах.

## Партийная система
В Португалии действует многопартийная система. Однако основная политическая борьба происходит между двумя партиями: Социалистической (левоцентристская, 117 мандатов на парламентских выборах 2022, лидер Антониу Кошта) и Социал-демократической (вопреки названию, правоцентристская, 76 мандатов на парламентских выборах 2022, лидер Луиш Монтенегру). Союзником последней выступает правая Социально-демократический центр — Народная партия (потеряла парламентское представительство, лидер Нуну Мелу). Крупных успехов на выборах 2022 года добились Либеральная инициатива и крайне правая национал-популистская партия Chega (лидер Андре Вентура).
Заметно присутствие левых политических сил, также представленных в парламенте, — Португальская коммунистической партии (порт. Partido Comunista Português, лидер Паулу Раймунду), состоящей в избирательной коалиции с Партией Зелёных (порт. Os Verdes), и Левого блока (порт. Bloco de Esquerda, лидер Катарина Мартинш), образованного в результате объединения троцкистской Революционной социалистической партии и экс-маоистского Народного демократического союза.
Португалия — одна из нескольких стран Западной Европы, где в парламенте до последнего времени не были представлены крайне правые силы (например, ультранационалистическая Партия национального обновления Жозе Пинту Коэлью). На выборах 2019 года один мандат получила правонационалистическая партия Chega в лице своего лидера Андре Вентуры.
Крупнейшие партии Португалии имеют свои молодёжные организации: Социалистическая молодёжь, Социал-демократическая молодёжь, Коммунистическая молодёжь, Народная молодёжь, Народно-монархическая молодёжь. Как правило, партийные молодёжные движения идеологически и политически занимают более радикальные позиции, нежели партии в целом.